# Посёлок санатория имени Цюрупы
Санато́рия и́мени Цюру́пы — посёлок в Лискинском районе Воронежской области.
Входит в состав Среднеикорецкого сельского поселения.

## Население
| 2010 |
| ---- |
| 489  |

## Улицы
| - ул. Икорецкая, - ул. Лесная, | - ул. Солнечная, - ул. Цветочная. |